# Seznam častnih konzulov v Sloveniji
Seznam častnih konzulov in častnih generalnih konzulov v Sloveniji

## B
Janez Bohorič, Nedjan Brataševec

## D
Božo Dimnik, dr.Milan Dular, Marko Dular

## I
dr. Šime Ivanjko

## K
Jože Kastelic, Smilja Klešnik, Marko Kryžanowski, Mirjan Kuhelj, Vojislav Kovač

## M
Arne Mislej

## O
Nicholas Oman

## P
Janez Pergar

## R
Roman Radonič, Ivan Rudolf

## S
Aswin Kumar Shresta, Marko Smole, Slobodan Sibinčič

## Š
Janez Škrabec

## T
Andrej Toš

## V
Zvonko Volaj